# Каттлея Шиллера
Каттлея Шиллера (лат. Cattleya schilleriana) — многолетнее травянистое растение семейства Орхидные.
Вид популярен в комнатном и оранжерейном цветоводстве, широко представлен в ботанических садах.

## Синонимы
По данным Королевских ботанических садов в Кью:
- Epidendrum schillerianum Rchb.f., 1861
- Cattleya schilleriana var. concolor Hook., 1859
- Cattleya regnellii R.Warner, 1866
- Cattleya schilleriana var. amaliana L.Linden & Rodigas, 1886

## Этимологияи история описания
Английское название — Consul Schiller’s Cattleya.
Растения впервые были найдены европейцами в Бразилии, штат Баия, в 1857 году. С партией других растений C. schilleriana прибыла в Европу. Впервые зацвела в Гамбурге в коллекции известного немецкого коллекционера орхидей Консула Шиллера. В том же году Генрих Райхенбах описал растение присвоив ему название в честь Консула Шиллера.

## Распространение, экологические особенности
Бразилия, штаты Эспириту-Санту и Баия.
Эпифит, реже литофит во влажных предгорных широколиственных лесах, поблизости от воды, на высотах от уровня моря до 800 метров над уровнем моря.
Cattleya schilleriana входит в Приложение II Конвенции CITES.
 Цель Конвенции состоит в том, чтобы гарантировать, что международная торговля дикими животными и растениями не создаёт угрозы их выживанию. Приложение включает все виды, которые в данное время хотя и не обязательно находятся под угрозой исчезновения, но могут оказаться под такой угрозой, если торговля образцами таких видов не будет строго регулироваться в целях недопущения такого использования, которое несовместимо с их выживанием; а также другие виды, которые должны подлежать регулированию для того, чтобы над торговлей образцами некоторых видов из первого списка мог быть установлен эффективный контроль.

## Биологическое описание
Симподиальные растения средних размеров. 

Псевдобульбы двулистрые, булавовидные, бороздчатые, красновато-пурпурные, высотой 10-12 см.

Листья до 10 см длиной, плотные, кожистые, эллиптически-продолговатые, темно-зеленые сверху и красновато-пурпурные с нижней стороны.

Цветоносы короткие, одиночные, появляются на недавно вызревшей псевдобульбе, 1-5 цветковые.

Цветки ароматные, долгоживущие (3—4 недели), плотной восковой текстуры, 7,6-10 см в диаметре. Окраска изменчива. Цвет от оливково-зелено-коричневого до красно-коричневого с черно-пурпурными пятнами, края гофрированные.
 Губа малиновая с белыми прожилками.
В культуре распространены несколько цветовых форм отличающихся окраской цветков:
- Cattleya schilleriana var. alba — губа белая.
- Cattleya schilleriana var. coerulea — губа с голубым оттенком.
- Cattleya schilleriana var. concolor — губа и лепестки одинакового пурпурно-красного цвета, без пятен.
- Cattleya schilleriana var. dulcotensis — лепестки небольшие интенсивно крапчатые.
- Cattleya schilleriana var. imperialis — отличается более крупными цветками.
- Cattleya schilleriana var. sanderiana
- Cattleya schilleriana var. superba

## В культуре

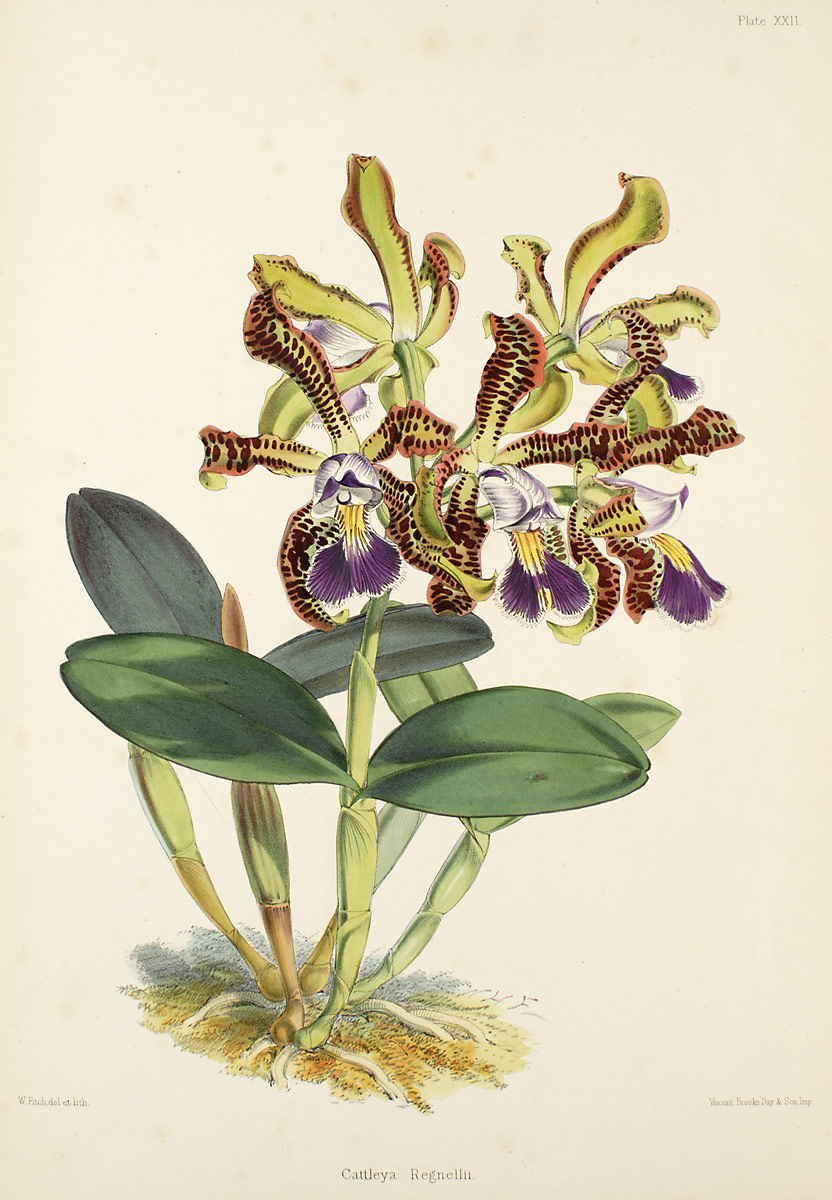
Ботаническая иллюстрация из книги
Select Orchidaceous Plants. 1865-1875 гг.

Хотя каттлея Шиллера бы обнаружена в 1857 году, растения этого вида были редки в коллекциях до середины 1970-х годов. Одна из причин — их крайняя редкость в природе.
Температурная группа — от умеренной до теплой. 
Требования к температурам такие же, как у большинства видов рода фаленопсис. Дневная температура воздуха 21—29°С, ночная зимняя около 16°С. Согласно другому источнику, в природе дневная температура обычно не поднимается выше 26°С. Для нормального роста и развития растениям необходимо обеспечить значительный температурный суточный перепад (день/ночь).
Посадка в горшок или корзинку для эпифитов с субстратом из сосновой коры средней или крупной фракции, на  блоках растения достигают меньших размеров. Субстрат после полива должен почти полностью просыхать. Для полива лучше использовать воду прошедшую очистку методом обратного осмоса.
Для успешного содержания каттлеи Шиллера в течение осени и зимы полив сокращают. Некоторые коллекционеры утверждают, что полив нужно сокращать сразу после цветения. Это позволяет предотвратить появление летних (обычно не цветущих) побегов.
Относительная влажность воздуха 50—80 %.
Освещение: 1500—2000 FC. При содержании в квартире, на окнах южной ориентации, растения желательно слегка притенять. Во избежание ожогов листьев растения лучше содержать в условиях с интенсивной циркуляцией воздуха. Наличие красной пигментации листьев говорит о переизбытке света. При недостатке света растения не цветут. Продолжительность светового дня в течение всего года должна быть не менее 10 часов. В условиях средней полосы России с осени по весну используется дополнительное искусственное освещение.
Подкормки только в период активной вегетации комплексным удобрением для орхидей в минимальной концентрации 1-3 раза в месяц.
Новые побеги появляются в конце зимы, цветение в конце весны — начале лета (с июня по сентябрь).
Пересадку осуществляют во время появления корней на молодых побегах. Каттлеи Шиллера после пересадки часто останавливаются в росте на срок до одного года. Поэтому пересадки лучше осуществлять как можно реже.